# Oenothera villosa
Oenothera villosa — вид квіткових рослин з родини знітових (Onagraceae). Ареал: США, Канада; інтродукція: Аргентина, Європа, ПАР, Китай, Японія.

## Середовище
Населяє відкриті, часто вологі місця, узбіччя річок, поля, узбіччя доріг; на висотах 30–3200 метрів.

## Біоморфологічна характеристика
Це трав'яниста ворсинчаста дворічна рослина, дистально іноді також залозисто запушена. Стебла прямовисні, зазвичай червоні проксимально, іноді зелені або червоні всюди, нерозгалужені або з гілками, що похило відходять від розетки, і другорядними гілками, що відходять від основного стебла, 50–200 см. Листки в прикореневій розетці і стеблові; прикореневі 10–30 × 1.2–4(5) см, стеблові 5–20 × 1–2.5(4) см; пластини тьмяно-зелені або сірувато-зелені, вузько-зворотноланцетні, від зворотно-ланцетних до вузькоеліптичних або вузьколанцетних, краї плоскі або хвилясті, від зубчастих до майже суцільних, зубці іноді широко розставлені, іноді виїмчасто-зубчасті проксимально; приквітки стійкі. Суцвіття від щільних до відкритих, прямовисні, нерозгалужені. Квіти розкриваються на заході сонця; чашолистки від зелених до жовтувато-зелених, червоно-смугасті або червоно-рум'янцеві, 9–18 мм; пелюстки від жовтих до блідо-жовтих, потім тьмяно-помаранчеві або блідо-жовті, дуже широко зворотносерцеподібні, 7–20 мм. Коробочки в сухому стані тьмяно-зелені або сіро-зелені, ланцетоподібні, 20–43 × 4–7 мм, вільні кінчики стулок 1–2 мм. Насіння 1–2 × 0.5–1.2 мм. Цвітіння: червень — вересень. 2n = 14.

## Використання
Enothera parviflora використовують як декоративну рослину в садах і як лікарську рослину.